# 李孝怡
李孝怡（469年—548年），字悦宗，赵郡平棘县（今河北省石家庄市赵县）人，出自赵郡李氏西祖，北魏、东魏官员。

## 生平
李孝怡以中书学生的身份出任相州刺史高阳王元雍主簿、广陵王元羽掾、新蔡郡太守、别将萧宝夤的长史，又跟随中山王元英在梁城击败南梁临川王萧宏，出任朔州安北府长史，又出任中坚将军、相州镇北府长史，升任冠军将军、魏郡太守。正光元年（520年）七月，当时相州刺史中山王元熙在邺城起兵要想除掉元乂。李孝怡暗中招募城中百姓，与平东府长史柳元章、别驾游荆之等人在十天之后率领众人擂鼓呐喊攻入城，杀死元熙部下四十多人，活捉元熙、元熙弟弟元纂、元熙三个儿子元景献、元仲献、元叔献，将他们关押在高楼中，李孝怡获赐爵昌乐伯。灵太后重新当政，认为李孝怡是元乂的党羽，将他除去名籍为民。后来安乐王元鉴镇守邺城，启用李孝怡担任别将。永安初年，李孝怡出任左将军、太中大夫，仍为防城都督，因为抵御葛荣的功勋，获赐爵赵郡公，出任抚军将军、光禄大夫。永安三年（530年），李孝怡代理殷州刺史，升任骠骑大将军、左光禄大夫。武定（548年）六年，李孝怡去世，虚岁八十。

## 家族

### 子女
- 李思道，东魏仪同开府中兵参军、武城县公